# جرم واقعی: نیویورک سیتی
جرم واقعی: نیویورک با قدش میزی سیتی (انگلیسی: True Crime: New York City) یک بازی ویدئویی نئو-نوآر جهان باز در سبک بازی اکشن-ماجراجویی و تیراندازی سوم شخص است که توسط اکتیویژن و در سال ۲۰۰۵ و در پلت‌فرم‌های ایکس‌باکس، پلی‌استیشن ۲، مایکروسافت ویندوز، و گیم‌کیوب منتشر شده‌است.
این دومین قسمت از مجموعه جرم واقعی پس از جرم واقعی: خیابان های ال ای در سال ۲۰۰۳ است.